# Langaan
Langaan est une île des Philippines, située dans la région autonome en Mindanao musulmane,,.

## Histoire
Langaan fait partie de la province insulaire de Tawi-Tawi et l’archipel des Turtle Islands, un groupe isolé de neuf îles situées dans la mer de Sulu, à l’extrémité sud-ouest du pays, à environ 1000 kilomètres au sud-ouest de Manille et à 40 kilomètres au nord de Sandakan, dans l’État de Sabah. Six des neuf îles se trouvent aux Philippines, tandis que les trois autres se trouvent en Malaisie, séparées par la frontière maritime, fixée par un traité international, entre les Philippines et la Malaisie. Les six îles du côté philippin (Boaan, Lihiman, Langaan, Great Bakkungan, Taganak et Baguan) couvrent environ 308 hectares de terres et sont regroupées en une seule municipalité. Leur population était de 3772 habitants au recensement de 2010.
Les îles, ainsi que Cagayan de Tawi-Tawi, étaient autrefois détenues par le Royaume-Uni qui administrait à l’époque l’État voisin de Bornéo du Nord (l’actuel État de Sabah en Malaisie) en tant que protectorat britannique. À la suite du traité signé à la Société des Nations le 2 janvier 1930 entre les États-Unis, qui contrôlaient les Philippines, et le Royaume-Uni concernant les frontières territoriales, le Royaume-Uni a cédé sept des Turtle Islands et Cagayan de Tawi-Tawi aux États-Unis. Les îles sont passées sous la souveraineté philippine lors de la reconnaissance par les États-Unis de l’indépendance des Philippines le 4 juillet 1946.

## Géographie et géologie
Langaan est une île relativement plate, posée sur une vaste plate-forme de récif corallien. À l’exception de Langaan, le relief des Turtle Islands est généralement vallonné, en particulier à l’extrémité nord. Elle est la plus petite des îles, avec une superficie d’environ 7 hectares,,, alors que la plus grande île, Taganak, fait environ 116 hectares. Son périmètre est de 458 mètres (470 mètres selon d’autres sources) et formé d’une plage sablonneuse. L’île la plus proche de Langaan Island est Great Bakkungan.

## Nature
Langaan fait partie de l’aire protégée des Turtle Islands (TIHPA), qui est considérée comme le plus grand lieu de nidification des tortues marines dans la zone ASEAN. En 2014, seuls 10 sites de nidification de tortues marines ont été reconnus. En réponse au déclin de la population mondiale de tortues marines, l’Union internationale pour la conservation de la nature a décidé de déclarer toutes les espèces de tortues marines en voie de disparition. Les Turtle Islands sont aujourd’hui le seul lieu de nidification naturel majeur pour les tortues vertes dans toute l’Asie du Sud-Est. Les îles sont visitées par plus de 2000 tortues qui viennent pondre chaque année, ce qui en fait un lieu de nidification majeur pour les tortues marines, notamment les tortues vertes et les tortues imbriquées. Les œufs de tortue ont une valeur culturelle et économique à Tawi-Tawi. Cela a entraîné une collecte excessive d’œufs dans la région, en particulier à Baguan.
Le 31 mai 1996, les Philippines et la Malaisie ont signé un protocole d’accord pour déclarer les Turtle Islands zone protégée, la première aire protégée transfrontalière pour les tortues marines dans le monde, afin de garantir l’existence continue des tortues marines et de leurs sites de nidification dans les Turtle Islands. L’aire protégée transfrontalière comprend neuf îles, trois îles du côté malaisien et six îles du côté philippin : Boaan, Lihiman, Langaan, Great Bakkungan, Taganak et Baguan. Quatre des six îles sont habitées. L’ensemble de la zone protégée a une superficie totale de 242967 hectares (2429,67 km2). Les deux complexes insulaires sont protégés par les lois nationales. Les trois îles du côté malaisien ont été érigées en parc marin, le Turtle Island Park (TIP), et les anciens résidents ont été réinstallés ailleurs. Les six îles Philippines forment le Turtle Islands Wildlife Sanctuary (TIWS). L’une des îles, Baguan, a été déclarée un sanctuaire de tortues marines en 1982 (DENR MRN AO 8, art. 1982). Les autres îles ont également été déclarées zone protégée en 1999, sous la juridiction de gestion du ministère de l’Environnement et des Ressources naturelles (DENR), par la Proclamation présidentielle no 171, qui a établi le TIWS dans le cadre du National Integrated Protection Areas System (NIPAS) des Philippines.